# Kromslootpark
Het Kromslootpark is een natuurgebied van circa 149 hectare in de gemeente Almere
. Het gebied maakt deel uit van de stadsbossen van Almere. Het Kromslootpark vormt met het Beginbos en het Vroege Vogelbos een aaneengesloten groene zone tussen Almere Haven en Almere Stad. 
Ten westen van Almere Haven lag in de jaren zeventig een groot leeg gebied. Dit gebied werd bestemd tot een natuurgebied voor de bewoners van Almere. Het gebied wordt gekenmerkt door kreken, moerasgebieden, velden en bos. Er grazen Schotse hooglanders, schapen, Mangalitza-varkens en paarden. Door het Kromslootpark loopt het Blanchardpad, een fietspad en veel looppaden. Aan de bochtige kreken ontleend het park zijn naam. In het Kromslootpark staat tevens een kunstwerk — 'De Urn' — van Armando.

## Vogels
Door de ligging van het park en een overwegend zuidwest gerichte vogeltrek trekken hier op goede trekdagen in oktober tienduizenden vogels langs. De Vogel- en Natuurwacht 'Zuid-Flevoland' is actief in het gebied. Al jaren houdt de vereniging er ringonderzoeken. In de nazomer en het najaar van 1984 werden er 29 vogelsoorten gevangen en geringd. In 1997 was dit aantal opgelopen tot 54. In het natte gedeelte van het park komt een aantal bijzondere vogelsoorten voor waaronder het baardmannetje en de blauwborst.

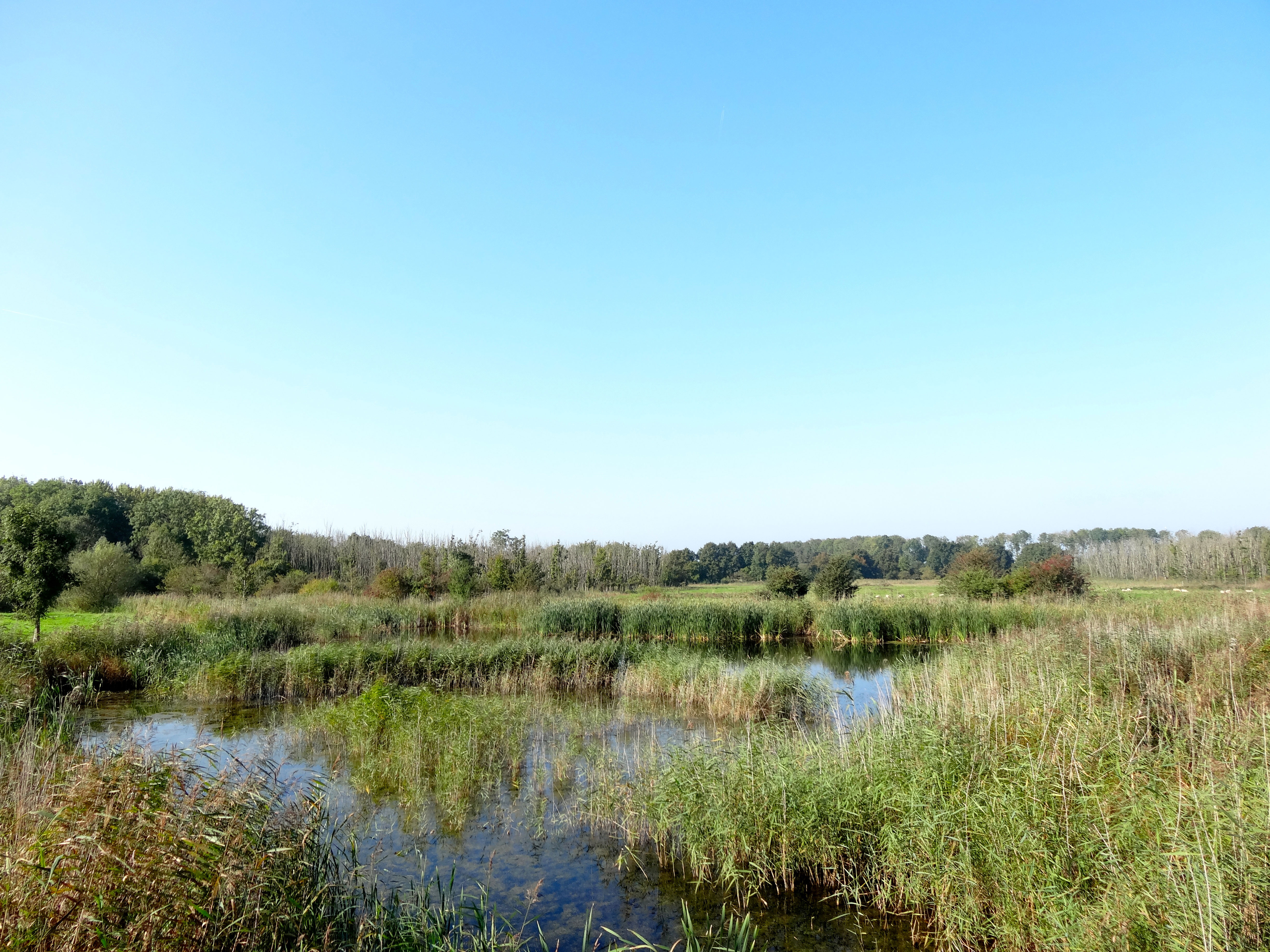
Kromslootbos ten westen van Almere Haven